# Якоб Минцер
Проф. Якоб Минцер  (на английски: Jacob Mincer, 15 юли 1922 – 21 август 2006), е американски икономист, основател на съвременната икономика на труда. Той е дългогодишен професор по икономика и социални отношения в Колумбийския университет.